# Keri Smith
Keri Smith (...) è un'illustratrice, artista e blogger canadese, curatrice del blog "The Wish Jar" .
Dall'autunno 2010 insegna presso la Emily Carr University of Art & Design a Vancouver, B.C.

## Opere

### Libri
- 2003, Living Out Loud – Activities to Fuel a Creative Life
- 2005, Tear up this Book!: The Sticker, Stencil, Stationery, Games, Crafts, Doodle, And Journal Book For Girls!
- 2007, The Guerrilla Art Kit
- 2007, Wreck this Journal
- 2008, How to be an Explorer of the World – the Portable Life/Art Museum
- 2009, This is not a Book
- 2010, Mess: A Manual of Accidents and Mistakes
- 2011, Finish this Book
- 2013, Everything is Connected: Reimagining the World One Postcard at a Time
- 2013, The Pocket Scavenger
- 2014, Wreck This Journal Everywhere